# Jovens Turcos (Tailândia)
Os Jovens Turcos da Tailândia foram um grupo influente de comandantes de regimento e batalhão entre meados da década de 1970 e 1980, responsáveis por vários golpes de Estado. O nome provém do movimento homônimo, que desempenhou relevante papel no Império Otomano em 1908.
O núcleo dos Jovens Turcos havia estudado na Academia Militar de Chulachomklao. A maioria deles estava no sétimo ano da escola de oficiais, graduando-se em 1960. Após treinamento rigoroso, foram destacados na Guerra do Vietnã e em operações de contrainsurgência na Tailândia. O grupo foi formado após o colapso da ordem militar após a retirada dos soldados estadunidenses do Sudeste Asiático e durante o turbulento e instável período democrático que a sociedade tailandesa vivenciou entre 1973 e 1976.
Em outubro de 1976, ocorreu o massacre na Universidade Thammasat em Bangkok, no qual pelo menos 46 estudantes e civis foram mortos. O rei então nomeou o advogado de direita Thanin Kraivichien como chefe do governo. No entanto, o seu extremo anticomunismo e a restrição das liberdades civis levaram a uma divisão ainda maior na sociedade e deram um ímpeto adicional aos insurgentes comunistas. Os Jovens Turcos apoiaram o General Chalard Hiranyasiri, que tentou um golpe em março de 1977 para acabar com o governo impopular de Thanin. O golpe falhou, Chalard foi executado e seus apoiadores presos. Contudo, em outubro do mesmo ano, a liderança do exército realizou um golpe de Estado bem-sucedido e o general Kriangsak Chomanan tornou-se primeiro-ministro .
Os Jovens Turcos então fizeram pender a balança dentro da liderança dividida do exército. Em 1980, o General Kriangsak teve de abrir caminho ao General Prem Tinsulanonda depois de os Jovens Turcos recusarem apoia-lo. Após acusar a liderança política de fraqueza política, tentaram um golpe em 1 de abril de 1981 (o “putsch de primeiro de abril”). A facção esperava que Prem se juntasse a eles, porém este retirou-se para Nakhon Ratchasima junto com a família real. A falta de apoio do Rei Bhumibol Adulyadej e do General Prem aos Jovens Turcos fez com que os seus planos parecessem infrutíferos e, em poucos dias, eles desistiram. A maioria dos Jovens Turcos foi expulsa do exército ou transferida para outros cargos. Mas alguns conseguiram regressar à ação num golpe de Estado falhado em Setembro de 1985.
Os Jovens Turcos representavam uma mistura diversificada de interesses próprios e políticos, que se limitava a atribuir a degeneração do sistema político apenas aos civis e aos empresários.

## Membros conhecidos
- Chamlong Srimuang, mais tarde governador de Bangkok (1985–1992), líder do Partido Palang Dharma (1988–1992), co-líder da Aliança Popular para a Democracia (também chamada de Camisas Amarelas) (desde 2006)[3]
- Manoonkrit Roopkachorn,[4] mais tarde Presidente do Senado (2002–2004)
- Pallop Pinmanee, mais tarde Senador, Vice-Diretor do Comando de Operações de Segurança Interna (ISOC), responsável pelo combate aos rebeldes no conflito no sul da Tailândia[5]
- Sanan Kachornprasart, mais tarde Secretário-Geral do Partido Democrata (1988–2000), Ministro do Interior (1994–1995, 1997–2000), Vice-Primeiro Ministro (1990, 1998–2000, 2008–2011)[6]